# فيرا دوارتي
فيرا دوارتي (مواليد 1952)، هي شاعرة وناشطة في مجال حقوق الإنسان وسياسية من الرأس الأخضر.
فيرا دوارتي من مواليد 2 أكتوبر 1952 بمدينة منديلو بجزيرة ساو فيسنتي بالرأس الأخضر (مستعمرة برتغالية سابقة). درست الحقوق في جامعة لشبونة البرتغالية، بعد عودتها لموطنها الأصلي عينت قاضية ثم مستشارة لرئيس الجمهورية. شغلت منصب وزير التعليم في حكومة الرأس الأخضر، تشغل الآن رئيسة اتحاد كتاب الرأس الأخضر.

## من مؤلفاتها
- نشرت فيرا دوارتي مجموعتين شعريتين:
  - «غدا في الفجر».
  - «أرخبيل الشوق».
- رواية المرشح (2003).

## الجوائز
- 1995 ـ جائزة شمال جنوب للاتحاد الأوربي لنشاطها في مجال حقوق الإنسان.
- جائزة تشيكا أوتامسي للشعر الإفريقي الذي تنظمه مؤسسة منتدى أصيلة بالمغرب عن ديوانها«أرخبيل الشوق».
- 2003ـ جائزة سونانغول الكبرى للآداب